# 바그너 그룹

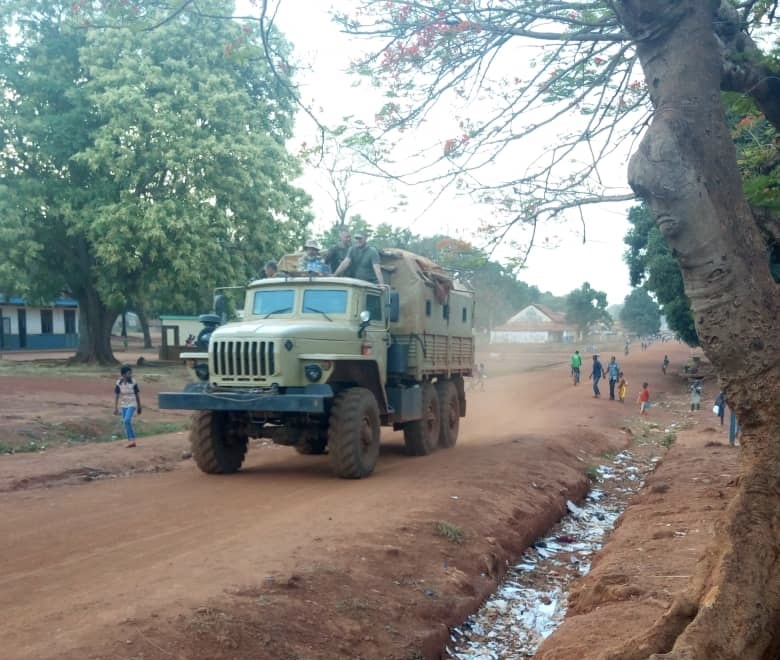
세르비아에서 포착된 바그너 그룹 용병

바그너 그룹(러시아어: Группа Вагнера 그루파 바그네라[*], 영어: Wagner Group) 또는 PMC "바그너"(러시아어: ЧВК «Вагнер», 영어: PMC Wagner) 혹은 민간군사기업 "바그너"(러시아어: Частная военная компания «Вагнер», 문화어: 사영군수회사 《와그너》)는 러시아의 정부 지원을 받는 준군사조직이다.
이들의 연락업자들이 시리아 내전에서 시리아 정부군과 함께 작전을 펼치고 있으며, 2014년부터 2015년까지 돈바스 전쟁에서 도네츠크와 루한스크의 독립주의자들을 지원하기도 했다. 바그너 그룹을 러시아의 위장 부대로 보기도 하는데, 러시아 정부가 직접적인 참전은 부인하면서 군사적 개입을 하는 데 사용된다는 것이다. 러시아 대통령 블라디미르 푸틴과 밀접하게 연관된 올리가르히 출신 예브게니 프리고진과 드미트리 웃킨이 회사를 설립 후 운영해 왔다. '바그너 그룹'에서 '바그너'란 명칭은 아돌프 히틀러가 좋아했던 음악가 리하르트 바그너에서 유래했는데, 이는 네오나치 성향의 공동 창립자인 드미트리 웃킨의 콜사인에서 비롯하였다.
2023년 8월 23일 공동 창립자인 프리고진과 웃킨을 비롯한 7명의 간부가 항공기 추락으로 사망했고, 8월 27일 안톤 옐리자로프가 바그너 그룹의 2대 대표가 되었다.

## 지위
2014년 나타난 러시아 기반의 군사 조직으로 러시아 행정기관에서 정보가 확인되지 않으며 법인등록부에 등재되지 않았다.
러시아에서 용병은 법으로 금지되어 있으며 형법 제359조(용병)에 따라 3년에서 7년까지의 징역형에 처해질 수 있다. 이에 러시아 정부가 운영하는 조직이면서도 군사 부분에 있어 부정적인 사항을 회피하기 위해 민간군사회사라고 칭하며 의도적으로 불투명하게 운영되는 것으로 추정되고 있다.
«The Bell»은 바그너 그룹이 러시아 국방부 산하 정보총국의 감독을 받고있다고 취재했다.
2022년 12월 27일 본부로 쓰이는 건물에 주소지를 둔 「주식회사 체베카바그너센터」(러시아어: АКЦИОНЕРНОЕ ОБЩЕСТВО "ЧВК ВАГНЕР ЦЕНТР", 약식: 러시아어: ЧВК ВАГНЕР ЦЕНТР)를 법인등록하였는데, 다른 회사와 연결 안 되어있다. 설립시 경영 컨설팅업으로 영업 신고하였으며, 대표자는 알렉세이 세르게예비치 푸지다로프(러시아어: Пузидаров Алексей Сергеевич)다.
유럽연합, 영국, 미국, 캐나다, 스위스, 오스트레일리아, 일본, 우크라이나, 뉴질랜드는 바그너 그룹과 주식회사 체베카바그너센터에 제재 조치를 취했다.
2023년 6월 27일 바그너 그룹의 무장 반란 이후 러시아 대통령 블라디미르 푸틴은 국방부 군인들과의 간담회에서 바그너 그룹의 운영 자금은 국가 예산에서 전액 지원했으며, 예브게니 프리고진이 대표자인 콩코드 계열 기업이 운영자로 있었다고 밝혔다. 반란 이전까지 푸틴은 바그너 그룹이 국가와 무관한 단체라며 국가와의 연결성을 부인했었다.

## 같이 보기
- 슬라보닉 군단
- 아카데미 (기업)
- 예브게니 프리고진
- 드미트리 웃킨
- 러시아 연방군
- 콩코드 그룹

## 참전 경험
- 시리아 내전
- 러시아-우크라이나 전쟁
- 제2차 리비아 내전
- 중앙아프리카 공화국 분쟁
- 말리 전쟁
- 수단 내전